# Dromiquetes rei dels getes
Dromiquetes (en llatí Dromichaetes, en grec antic Δρομιχαίτης) va ser rei dels getes, contemporani de Lisímac de Tràcia (segle iv aC).
Només és conegut per les victòries sobre aquest rei. Segons l'historiador Justí, primer es va enfrontar amb el seu fill Agàtocles de Tràcia al que va derrotar i va fer presoner, però el va tornar al seu pare sense demanar rescat esperant guanyar el favor de Lisímac, però aquest, contràriament, ho va agafar com una ofensa i va marxar a la guerra contra Dromiquetes amb un fort exèrcit.
No va tardar a trobar serioses dificultats sobre el terreny i finalment els tracis van encerclar tot l'exèrcit i els van empresonar, inclòs el mateix Lisímac. Dromiquetes el va tractar generosament, i el va alliberar amb la condició de casar-se amb una filla de Lisímac i de retornar els territoris que havia arrabassat als getes al nord del Danubi.
Aquest relat l'explica Diodor de Sicília seguit per Plutarc i altres, però Pausànias dona un relat una mica diferent: el pare i el fill van anar junts a la guerra i el fill va ser el capturat. El van alliberar a canvi de l'evacuació i la mà de la filla de Lisímac. Aquesta versió sembla no ajustar-se a altres fets coneguts.
Els dominis de Dromiquetes anaven del Danubi als Carpats amb capital a Helis (nom donat pels historiadors romans), situada suposadament en algun lloc de la plana romanesa si bé el descobriment de tombes tràcies a Sveshtari l'any 1982, a la regió de Ludgòria occidental (a Bulgària) ha fet canviar molts historiadors que pensen que Helis podria ser en aquesta zona on s'han trobat les restes d'una gran ciutat i dotzenes de tombes.